# Водяний грім
«Водяний грім» (англ. Waterclap) — науково-фантастичне оповідання американського письменника Айзека Азімова, опубліковане у травні 1970 року в журналі If. Оповідання ввійшло до збірки «Двохсотлітня людина та інші історії» (1976).

## Сюжет
Стівен Демерест, інженер з техніки безпеки в Луна-Сіті (колонії на Місяці), відвідує Землю і на батискафі прибуває на Океанську Впадину, експериментальну глибоководну колонію в улоговині Пуерто-Рико, де він зустрічає її керівника Джона Бергена та його дружину Анет.
Демерест насправді підлаштував цю зустріч по обміну досвідом, щоб знищити Океанську Впадину. Він вважає це поселення конкурентом Луна-Сіті за обмежене фінансування землян для розвитку нових колоній.
Його мучать докори сумління, оскільки Анет вагітна. Проте, він приступає до здійснення свого задуму: бере в заручники Джона та Анет і заповнює шлюз водою, маючи за мету затопити станцію.
Бергени намагаючись відговорити Демереста від здійснення його задуму, розказують йому не зовсім правдиву історію про значення їхньої глибоководної станції для підготовки людей до колонізації планет із підвищеною гравітацією та атмосферним тиском. Повіривши в їхню історію, Демерест капітулює.